# Річард Рассел-молодший
Річард Бревард Рассел-молодший (англ. Richard Brevard Russell, Jr.; 2 листопада 1897, Вайндер, Джорджія — 21 січня 1971, Вашингтон) — американський політик-демократ. Нетривалий час він обіймав посаду губернатора Джорджії, після чого майже 40 років був сенатором США від свого штату.

## Біографія
Народився у сім'ї юриста Річарда Рассела, який пізніше став головним суддею Верховного суду штату Джорджія. Рассел у 1918 році закінчив Школу права Університету Джорджії і на початку 20-х років разом з батьком працював у юридичній фірмі. Між 1921 і 1931 він був членом Палати представників Джорджії, із 1927 року був її головою.
Із 1931 по 1933 він працював губернатором свого штату. На цій посаді він зумів навести порядок у бюджеті штаті у розпал Великої депресії, однак зіткнувся із критикою через звинувачення у жорстокій та негуманній пенітенціарній системі штату.
У 1932 році Рассел був обраний до Конгресу як сенатор від Джорджії, цю посаду обіймав із 1933 року аж до своєї смерті у 1971 році. Як зазначає історик Роберт Каро, Рассел ніколи не займав офіційних лідерських постів у Сенаті, однак довгий час був одним із найвпливовіших сенаторів від своєї партії, зокрема де-факто очолював угруповання сенаторів-демократів із Півдня США — колишніх рабовласницьких штатів, що під час Громадянської війни входили до Конфедерації.
Рассел був соратником та другом президента Ліндона Джонсона; починаючи із часу, коли Джонсон став сенатором у 1949 році, незабаром після чого той розвинув близькі персональні стосунки із Расселом і став його протеже у Сенаті. Утім, позиції Рассела сильно відрізнялися від позицій Джонсона у низці питань, зокрема Рассел був обережний щодо війні у В'єтнамі, а також де-факто очолював опозицію законам проти расової сегрегації, які на фоні руху за громадянські права просував Джонсон під час свого президентства. Наприклад, Рассел у 1956 році був одним з 19 сенаторів із південних штатів, які підписали Південний маніфест, документ проти расової інтеграції у державних установах, та був співавтором цього документу.
У 1952 році Рассел невдало намагався стати кандидатом Демократичної партії на президентських виборах. За свою довгу кар'єру у Сенаті Рассел був членом та головою кількох впливових комітетів, зокрема 14 років очолював Комітет Сенату США зі збройних сил, після чого два роки (до своєї смерті) був на чолі бюджетного комітету (Senate Committee on Appropriations). Він був також членом Комісії Воррена, що розслідувала вбивство Джона Кеннеді з 1963 по 1964. Два останні роки свого життя Рассел обіймав пост тимчасового президента Сенату США.
Рассел помер 21 січня 1971, був похований на родинному цвинтарі у Вайндері. Незабаром після його смерті ВМС США оголосили, що човен з ідентифікатором SSN-687 (класу Стерджен) назвуть на честь Рассела.
Рассел не був одружений та не мав дітей.

### Цитати
В своїй книгі Шлях до рабства (с.126)Фрідріх Гаєк цитує Расселла «власне бажання організувати життя суспільства за єдиним планом значною мірою виростає з прагнення до влади»  цит B.Russell The Scientific Outlook, 1931, p.211